# 홍연희
홍연희(洪燕姬, 1957~)는 대한민국의 시인이다. 2004년 격월간지 신문예(통권 30호)를 통해 등단했다. 한국문학협회 이사, 법무부 원주교도소 시창작 지도강사, 시산문작가회 상임이사, 원주예총 편집위원장, 원주여성문학인회 회장, 사)한국문인협회 원주지부 원주문인협회 회장을 역임하였으며, 소리문학 천사의 소리 시낭송회 회장, 사)강원문인협회 이사, 강원여성문학 이사, 강원여성시인회 산까치 동인으로 활동 중이며 2012년 원주여성문학상을 제정하였다. 제63회 교정의 날 대통령상 , 제5회 한국문학협회 작가상, 시와 창작 작가상, 제 13회 원주문학상, 제 11회 강원여성문학 , 2015년 강원도문화예술발전 공로상, 2019년 원주예술상 공로상, 2024년 사)강원문인협회 공로상을 수상하였다. 
- 내 안의 나
- 어둠 탈출
- 처음

## 저서
- 비움의 곳간(책나무, 2006.)
- 과수원집 딸(책나무, 2008.)
- 사랑이 나에게 아름다운 것은(5인대표공저, 책나무, 2005.)
- 그리움의 꽃대 피우리라 (편저, 마당기획, 2009)
- 신작로를 가로지르고 선 아버지(책나무, 2016)
- 무슨 꽃으로 불려 너에게 건너가랴(도서출판 남이, 2019)
- 꽃이 질 때(도서출판 남이, 2020)
- 모란처럼(도서출판 진유, 2023)